# Everode
Everode är en ortsteil i kommunen Freden i Landkreis Hildesheim i förbundslandet Niedersachsen i Tyskland. Everode var en kommun fram till 1 november 2016 när den uppgick i Freden. Kommunen Everode hade 463 invånare 2016.